# Villicumia
Villicumia is een uitgestorven monotypisch geslacht van tweekleppigen uit de  familie van de Praenuculidae.

## Soorten
- Villicumia canteraensis